# Naděje dožití

Naděje dožití v roce 2017

Naděje dožití (očekávaná zbývající délka života) je statistickou mírou odhadu průměrného počtu zbývajících let života ex v daném věku x pro danou populaci (může jít o celý svět nebo jeden stát, region, etnickou skupinu, zvlášť muže a ženy…). Nejčastěji používaným údajem v národních i mezinárodních statistikách je naděje dožití při narození, někdy označovaná jako (očekávaná) střední délka života (právě narozených) e0.
Naděje dožití při narození je vhodnější označení, protože střední délka života je často zaměňována s průměrným věkem při úmrtí a dokonce i s průměrným věkem obyvatel, který však zahrnuje všechny žijící jedince v populaci a je proto výrazně nižší.
Skutečnou střední délku života osob narozených v určitém roce (tj. jejich průměrný věk při úmrtí), stejně jako zbývající délku života osob ve věku x, lze vypočítat jedině dodatečně, teprve až všichni tito jedinci zemřou. Naděje dožití je statistický odhad – hypotetická průměrná délka života při narození (respektive zbývající délka života ve věku x) za předpokladu, že úmrtnost v jednotlivých věkových kategoriích bude po celou dobu zbývajícího života věkové skupiny, pro kterou se naděje dožití počítá, odpovídat úmrtnosti pozorované v roce, kdy je naděje dožití vyhodnocována. Průměrný věk, kterého se dožijí lidé narození v daném roce bude pravděpodobně jiný, protože předpoklad neměnné úmrtnosti nebude splněn. S rostoucím věkem se rozdíl mezi statistickým odhadem a skutečnou dobou dožití obvykle zmenšuje, protože změny úmrtnosti jsou obvykle pomalé.
Naději dožití ovlivňují různé (částečně vzájemně korelované) faktory jako je strava, ekonomická situace regionu, kvalita infrastruktury (pozitivně především kvalita pitné vody a čištění odpadních vod, negativně exhalace), stav zdravotnictví, úroveň kriminality, vojenský stav země (válka), epidemie, stav životního prostředí (čistota ovzduší, kontaminace půdy, vodstva, kvalita potravin apod.) a řada dalších faktorů.
Naděje dožití však nevypovídá o kvalitě života a zdraví, tu lépe popisuje ukazatel délky života prožité ve zdraví. Ženy žijí déle než muži, v Česku se rozdíl pohybuje kolem 6 let. ale většinu času navíc prožijí nemocné nebo jinak omezené ve svých aktivitách.

## Výpočet naděje dožití
Podle notace užívané v pojistné matematice je (pro osoby věku x zbývající) naděje dožití {\displaystyle \,e_{x}\!} dána jako
{\displaystyle e_{x}=\sum _{t=1}^{\infty }\,_{t}p_{x}=\sum _{t=0}^{\infty }t\,_{t}p_{x}q_{x+t}}
kde {\displaystyle \,_{t}p_{x}=l_{x+t}/l_{x}\!} je pravděpodobnost přežití od věku {\displaystyle x} do věku {\displaystyle x+t} (kde {\displaystyle \,l_{x}\!} je počet lidí žijících s věkem {\displaystyle x}) a {\displaystyle \,q_{x+t}=d_{x+t}/l_{x+t}\!} je pravděpodobnost úmrtí mezi věkem {\displaystyle x+t} a {\displaystyle x+t+1} (kde {\displaystyle \,d_{x}\!} je počet úmrtí ve věku {\displaystyle x}). Podrobnou metodiku výpočtu úmrtnostních tabulek pro všechny úrovně územních statistických jednotek (tj. stát, regiony soudržnosti, kraje, okresy a správní obvody obcí s rozšířenou působností) lze nalézt na stránkách Českého statistického úřadu (viz například ČSÚ - Úmrtnostní tabulky - Metodika). Většinou se uvádí pouze naděje dožití při narození, tedy {\displaystyle \,e_{0}\!}. Uvedeným výpočtem zjištěná hodnota však není predikcí budoucnosti, ale hodnota odpovídá počtu dožitých let, které se všechny prožijí v daném kalendářním roce, pro které je statistika vztažena. Aktuální pravděpodobnou délku života do aktuálního průměrného věku úmrtí (podle stavu aktuální úmrtnosti) je možné získat jako
{\displaystyle e'_{x}={\frac {\sum _{t=x}^{\infty }\,td_{t}}{\sum _{t=x}^{\infty }\,d_{t}}}={\frac {\sum _{t=x}^{\infty }\,tq_{t}l_{t}}{\sum _{t=x}^{\infty }\,q_{t}l_{t}}}}
což dává hodnotu blízkou hodnotě naděje dožití {\displaystyle \,e_{x}\!} (a dokonce hodnotu shodnou pro exponenciální nárůst pravděpodobnosti úmrtí s věkem, což je běžný trend při stárnutí). Například podle dat ČSÚ byla pro muže narozené v roce 1925 naděje dožití při narození {\displaystyle \,e_{0}\!} rovna 53,3 roku. V důsledku zlepšení zdravotního stavu populace, kvalitnější stravy a lepší zdravotní péče však v roce 1978 muži umírali průměrně ve vyšším věku – téměř 67 let. Přesnějších odhadů lze dosáhnout extrapolací úmrtnostních tabulek (např. Lee-Carterovou metodou). Na druhou stranu dočasné negativní vlivy (jako je například pandemie) mohou dočasně snížit očekávanou naději dožití i o několik let. Například snížení naděje dožití při narození v letech 2020 až 2022 odpovídá pandemickým úmrtím v těchto letech, která se týkala převážně lidí s věkem nad 65 let, skutečný dopad na délku života lidí narozených v uvedených letech však bude pravděpodobně minimální.
Vývoj pravděpodobnosti úmrtností s věkem popisuje tzv. Gompertz-Makehamův zákon (respektive model). Exponenciální nárůst je popisován Gompertzovou funkcí a příspěvek nezávislý na čase je pak Makehamův. Rypoš lysý však u lidí dominující Gompertzův příspěvek nemá.
Střední (průměrná) hodnota je ovšem vzhledem k asymetrickému rozložení pravděpodobnosti úmrtí značně (o několik let) jiná než medián (jakého věku se dožije polovina lidí) či nejpravděpodobnější věk dožití (modus).

## Rozdíly

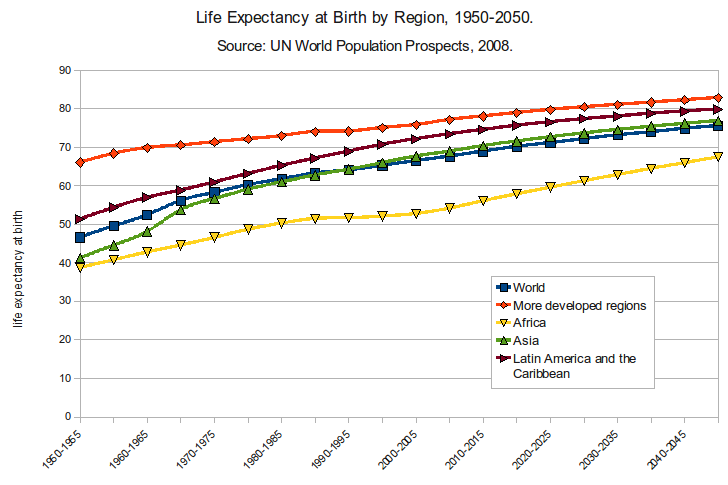
Naděje dožití při narození podle regionu (včetně výhledu z roku 2008), 1950-2050

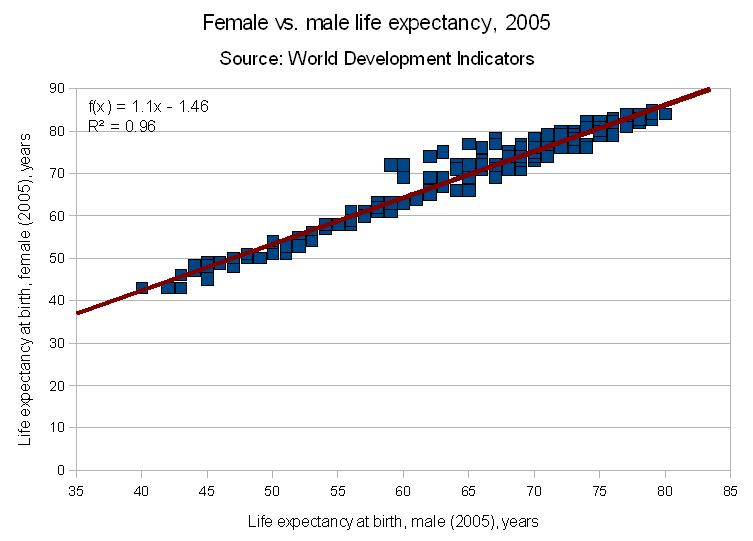
Souvislost naděje dožití při narození u žen a mužů

Nejnižší hodnoty naděje dožití jsou uváděny v Africe (muži v některých státech pouze 50 let), nejvyšší naopak v Japonsku (ženy 88 let) a například ve Skandinávii.
Z hlediska rozdělení podle pohlaví se ženy nyní dožívají obvykle o 10 % vyššího věku než muži. Jejich průměrný tep srdce je ale o 10 % vyšší, což je v rozporu s hypotézou o konstantním (omezeném) počtu tepů za život.
V České republice se rozdíl dlouhodobě pohybuje kolem 6 let, v letech 2015-2016 byla naděje dožití 76 let u mužů a 82 let u žen. Podle středních předpovědí OSN se do roku 2050 tyto hodnoty zvýší na 82 let u mužů respektive 86 let u žen. Proto také do roku 2012 v ČR existovala výjimka na rozdíl v životním pojištění mužů a žen. Rozdíl je převážně způsoben vyšší úmrtností mužů, která je způsobena u mužů vyšší incidencí zhoubných nádorů, vyšší konzumací cigaret, drog a alkoholu, vyšší fyzickou zátěží. Také méně porodů způsobilo nárůst tohoto rozdílu. Tím se také mění poměr pohlaví. Ovšem i mezi nenarozenými mají chlapci vyšší úmrtnost.
Samci se obecně dožívají nižšího věku než samice. To naznačuje, že příčinou rozdílu mohou být vedle společenských i genetické rozdíly (uvažovány jsou mitochondrie, které souvisejí s metabolismem a dědí se výhradně od matek, které spíše na dcery přenášejí dlouhověkost, byť metabolismus je ovlivněn i teplotou těla či je uvažována omezená schopnost mužského chromozomu Y korigovat poruchy v chromozomu X).

## Historie
Z historických dat je zřejmé, že naděje dožití při narození {\displaystyle \,e_{0}\!} není jednoznačným ukazatelem určujícím vhodně očekávaný věk (viz graf naděje dožití při narození na - Obyvatelstvo - roční časové řady - Graf 4 Naděje dožití při narození a kojenecká úmrtnost, 1870 – 2014). Kvůli vysoké kojenecké úmrtnosti (přes 25 %) byl v 19. století a dříve odpovídající věk dožití při narození pouze kolem 35 let (přestože by například {\displaystyle \,e_{5}\!} indikovalo pro toto období celkový věk dožití okolo 60 let a pro mladý paleolit {\displaystyle \,e_{15}\!} dává průměrně celkových 54 let, v Evropě {\displaystyle \,e_{65}\!} pro muže od roku 1825 vzrostlo pouze zhruba o 5 let.) Je to dáno tím, že takto vysoká dětská úmrtnost (která se stále v Africe pohybuje okolo 20 %) snižuje průměr věku téměř na polovinu, a tak evokuje, že se dříve lidé nedožívali srovnatelně vysokého věku (podstatnou příčinou smrti byla tehdy malárie). To však není pravda, že by se dříve lidé bez moderní medicíny běžně nedožívali 70 let. Tedy hlavní příčinou prodloužení věku {\displaystyle \,e_{0}\!} nebylo zpomalení stárnutí (tj. opotřebení organismu jeho aktivitou, které také hraje svou roli), ale snížení úmrtí v dětství (dostupná pitná voda, zlepšená hygiena a rozšíření očkování snížilo průjmová onemocnění, a tak i dehydrataci) a především postupné vymýcení hladu (hladomorů) dostupností potravin. Vliv také hraje i snižování biologického příbuzenství (zvýšenou populační mobilitou ve 20. století), čímž dochází ke snižování náchylnosti k nemocem. Do budoucna se ale naděje dožití nemusí zvyšovat kvůli negativním jevům ve společnosti. Ačkoli totiž dochází k několikanásobnému poklesu úmrtnosti na různé nemoci (včetně nemocí srdce), tak celkový počet úmrtí na rakovinu se po dlouhá desetiletí prakticky nemění (a přitom je nyní hlavní příčinou úmrtí) i přes rostoucí výdaje (procento HDP) a rostoucí incidenci (diagnostikovaný počet případů). Totiž tzv. maximální délka života (MLS) zůstává pro organismy celkem konstantní a je spíše vnitřně determinována metabolismem.

## Souvislosti
Ucelená teorie příčin ovlivňujících délku života musí vysvětlit i řadu dalších souvisejících skutečností. Avšak i vysoká korelovanost nezaručuje příčinnost. Ale ani nekorelovanost či antikorelovanost neznamená popření vlivu – například nárůst znečištění ovzduší či obezity během 20. století vykazoval trend proti růstu dožívaného věku.
Ze světa zvířat je známo, že délka života (tam se spíše udává délka života již dospělých jedinců, než očekávaná délka života při narození) je úměrná váze jedince. Teprve až během 20. století se (spolu s věkem) zvýšila postava a to zhruba o 10 %, čemuž odpovídá zvýšení tělesné hmotnosti o 30 % (při zachování proporcí se nejedná o obezitu). Tomu by u savců odpovídalo prodloužení věku o 6 %, tedy u člověka o více než 4 roky. Toto se však týká průměru populace. Jakékoli ontogenetické extrémy (v BMI, malý/velký vzrůst, studené/horké prostředí) však délku života zkracují. I ženy jsou v průměru menší (rychlejší specifický metabolismus) a přesto se dožívají většího věku.
Výstižným modelem stárnutí/dlouhověkosti vystihující i korelace je teorie spolehlivosti. Hromadící se poškození organizmu způsobené stylem života člověka zkracuje věk dožití (zvyšuje úmrtnost). Proto moderní lidé osvobozeni od fyzicky namáhavé práce mají větší naději. V USA to dokládá statistika, kde bělošské ženy, které mají největší podíl kancelářské práce, se dožívají největšího věku, naproti tomu černošští muži nejmenšího. Výběr povolání tak (nehledě na nehody) může ovlivnit dožití o několik let a „těžký život“ (chudoba či zchudnutí) je nyní statisticky tou nejvýznamnější příčinou zkrácení (i o deset let) očekávané délky života a proto daňové ráje jako například Monako či Macao vykazují špičkovou délku života. Délku života zkracuje i zlomenina a to o rok až 7 let.
Prodloužení života lze, podle jistých studií, také částečně dosáhnout příjmem jistých hormonů (jako například estrogenů, testosteronu či vitamínu D proti osteoporóze či DHEA (respektive DHEAS) a pregnenolonu), které tělo ve stáří neprodukuje (například z cholesterolu) v dostatečné míře.
Rozdíl mezi věkem dožití a délkou života ve zdraví se u průměrného Čecha pohybuje okolo dvanácti let.